# Yūbari
Yūbari (帯広市 Yūbari-shi?) este un municipiu din Japonia, prefectura Hokkaidō.

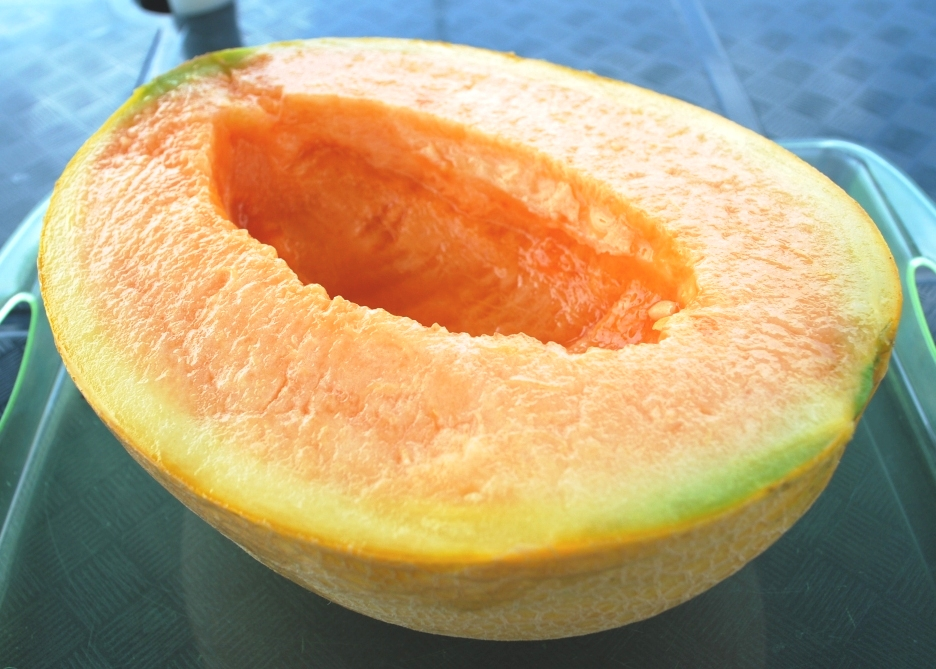
Pepene Yubari

Orașul este cunoscut și pentru pepenii galbeni care sunt produși aici. Licitația care are loc la fiecare început de vară este un eveniment major, preșurile unui set (2 pepeni) atingând până la 2,5 milioane de yeni (ca. $26.000).